# Silanus
Silanus ist eine italienische Gemeinde in der Provinz Nuoro auf Sardinien, etwa 13 Kilometer östlich von Macomer nahe der Staatsstraße SS 129 und etwa 40 Kilometer von Nuoro entfernt. Das Dorf am Fuße des Monte Arbo hat 1946 Einwohner (Stand 31. Dezember 2023) und liegt 432 Meter über NN.
Zu den Sehenswürdigkeiten im Ort und seiner Umgebung gehören: 
- die Zisterzienserkirche San Lorenzo aus dem 12. Jahrhundert. In ihrem Garten stehen fünf Baityloi, die von einem nahe gelegenen Gigantengrab stammen.
- die im Osten des Ortes liegende 12,6 Meter hohe Nuraghe Madrone mit zwei intakten übereinander liegenden Kragkuppeln.
- Beispiellos auf Sardinien ist die an der Staatsstraße SS 129 gelegene Kirche Santa Sarbana bei Silanus (auch Santa Sabina genannt) aus dem 11. Jahrhundert neben der gleichnamigen Nuraghe. Sie besteht aus einer Mischung byzantinischer und jüngerer romanischer Formen. Der dreigliedrige Aufriss erinnert an frühchristliche Taufkirchen mit angebautem Consignatorium und Vestiarium. Der rechte Seitenraum wurde 1935 rekonstruiert, die Kirche wurde in den 1990er Jahren renoviert. Grabungen erbrachten keine älteren Funde.

Vor Ort finden sich Spuren der Gigantengräber Santa Sabina I + II, die Nuraghe Ortu und das Brunnenheiligtum von Su Cherchizzu. Auch die Basalthochfläche südlich von Silanus ist reich an schwer zu findenden Nuraghen (Corbus, Ponte, Cubas mit fünf Baityloi im Umfeld und S'Ulivera).

Santa Sarbana bei Silanus
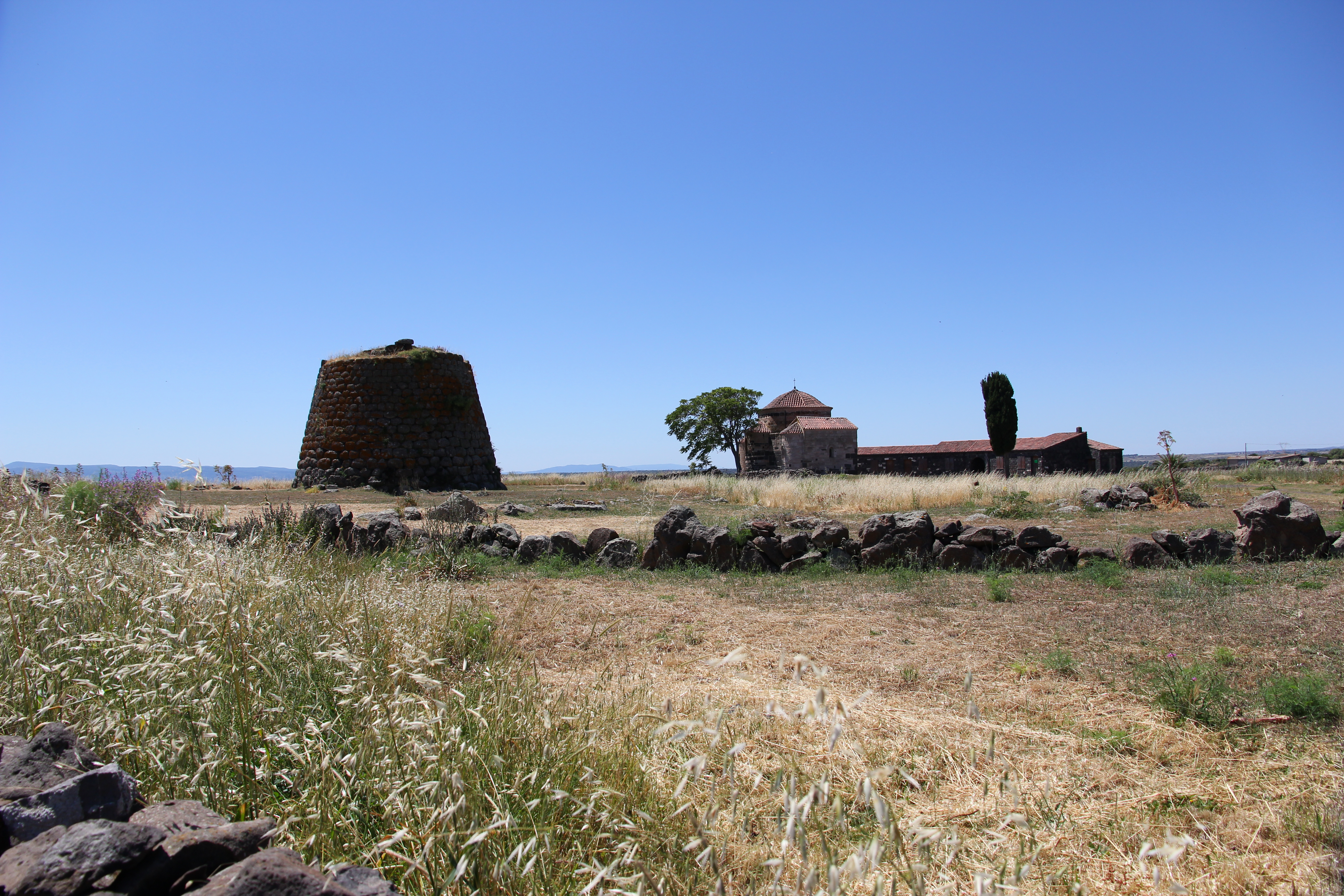
Ansicht
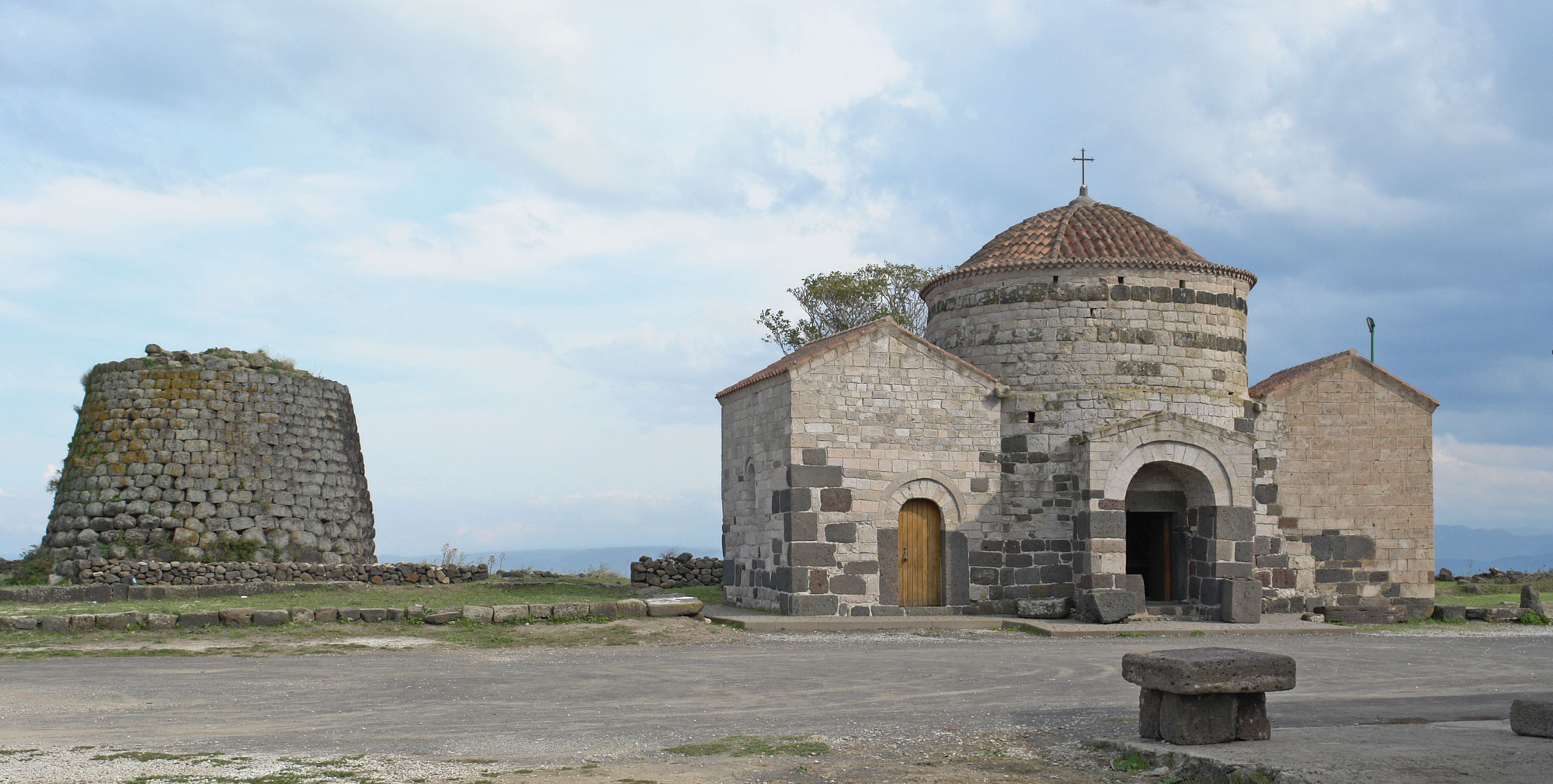
Santa Sabina bei Silanus (Kirche und Nuraghe)
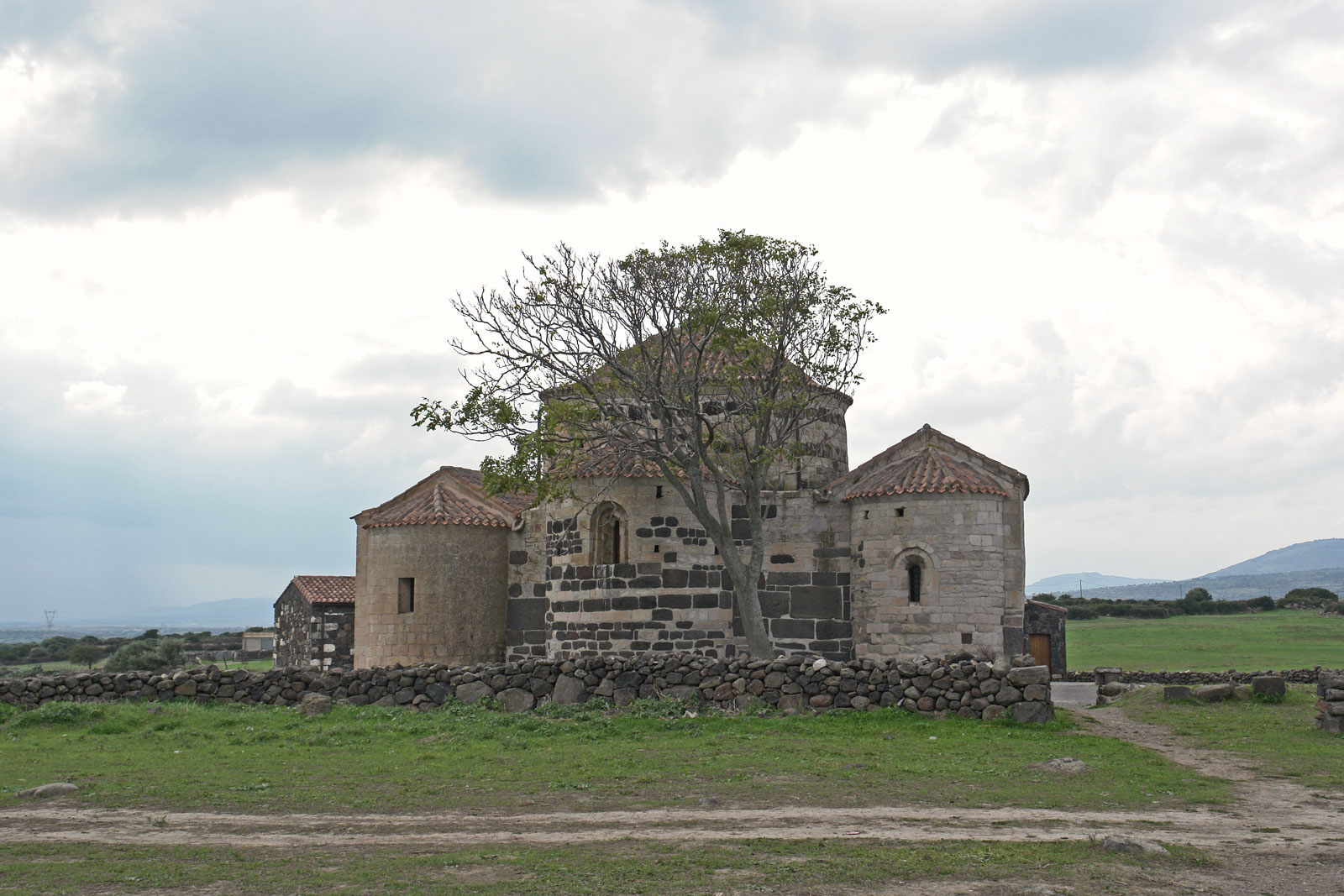
Kirche Santa Sabina
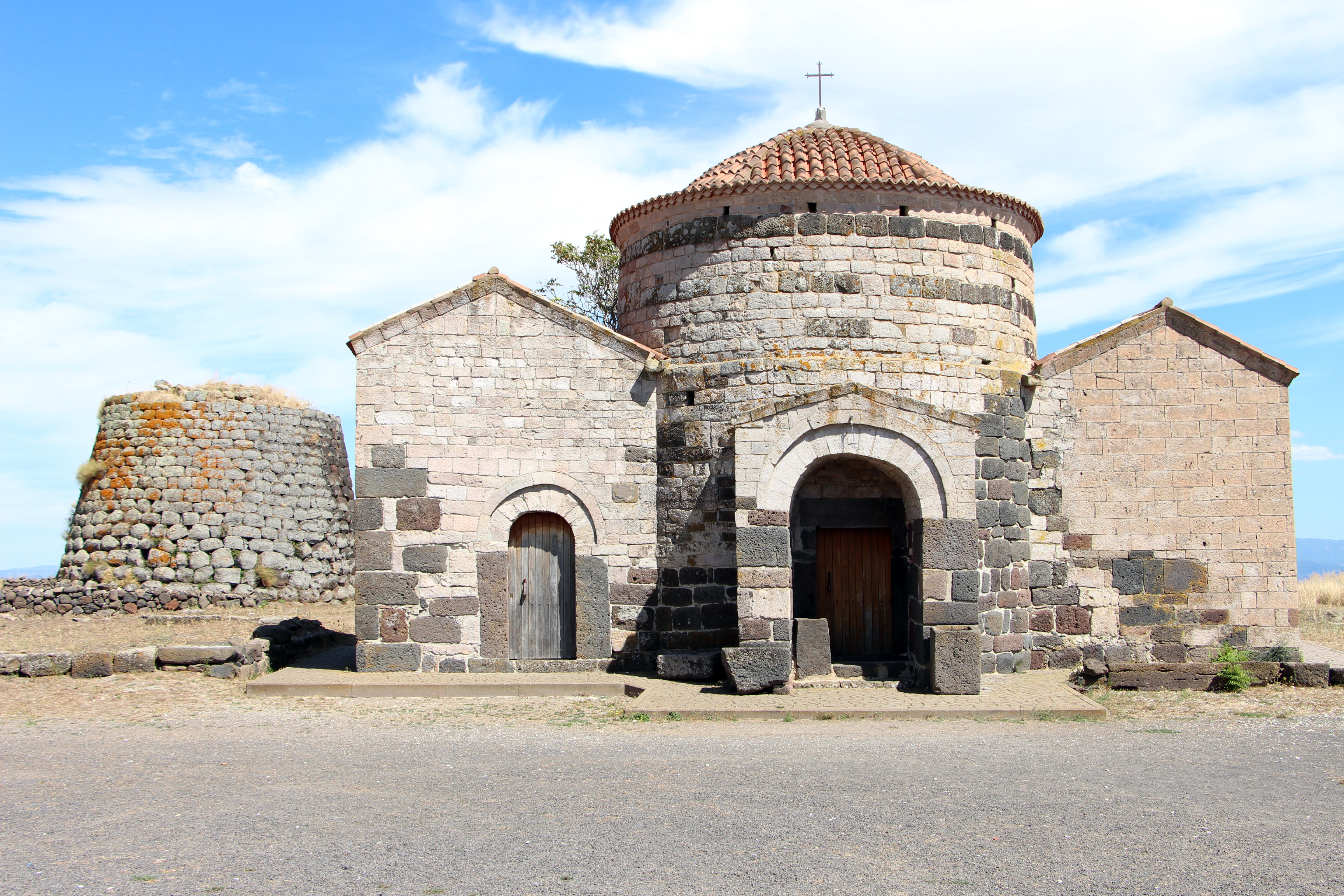
Kirche
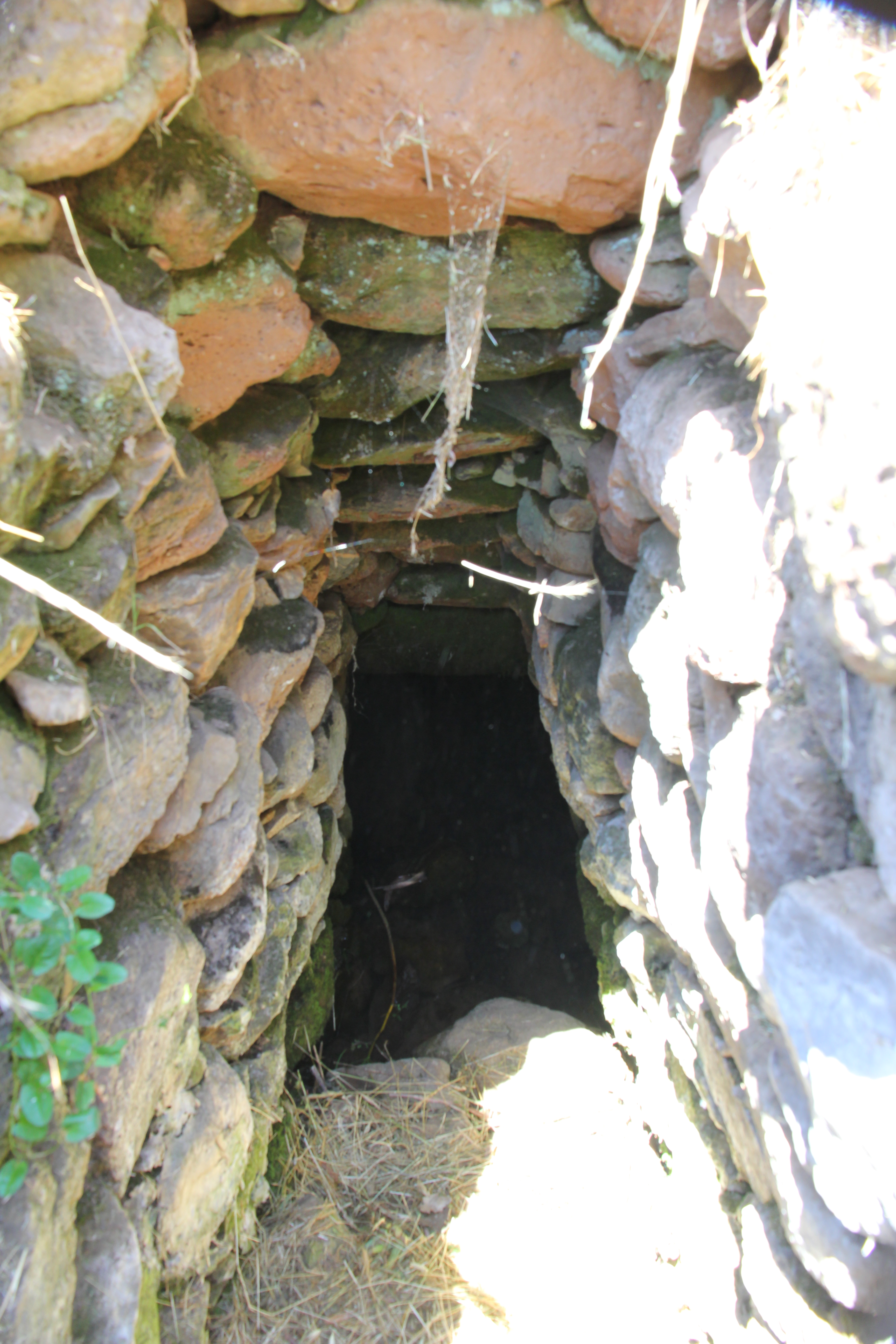
Brunnenheiligtum di Cherchizzu
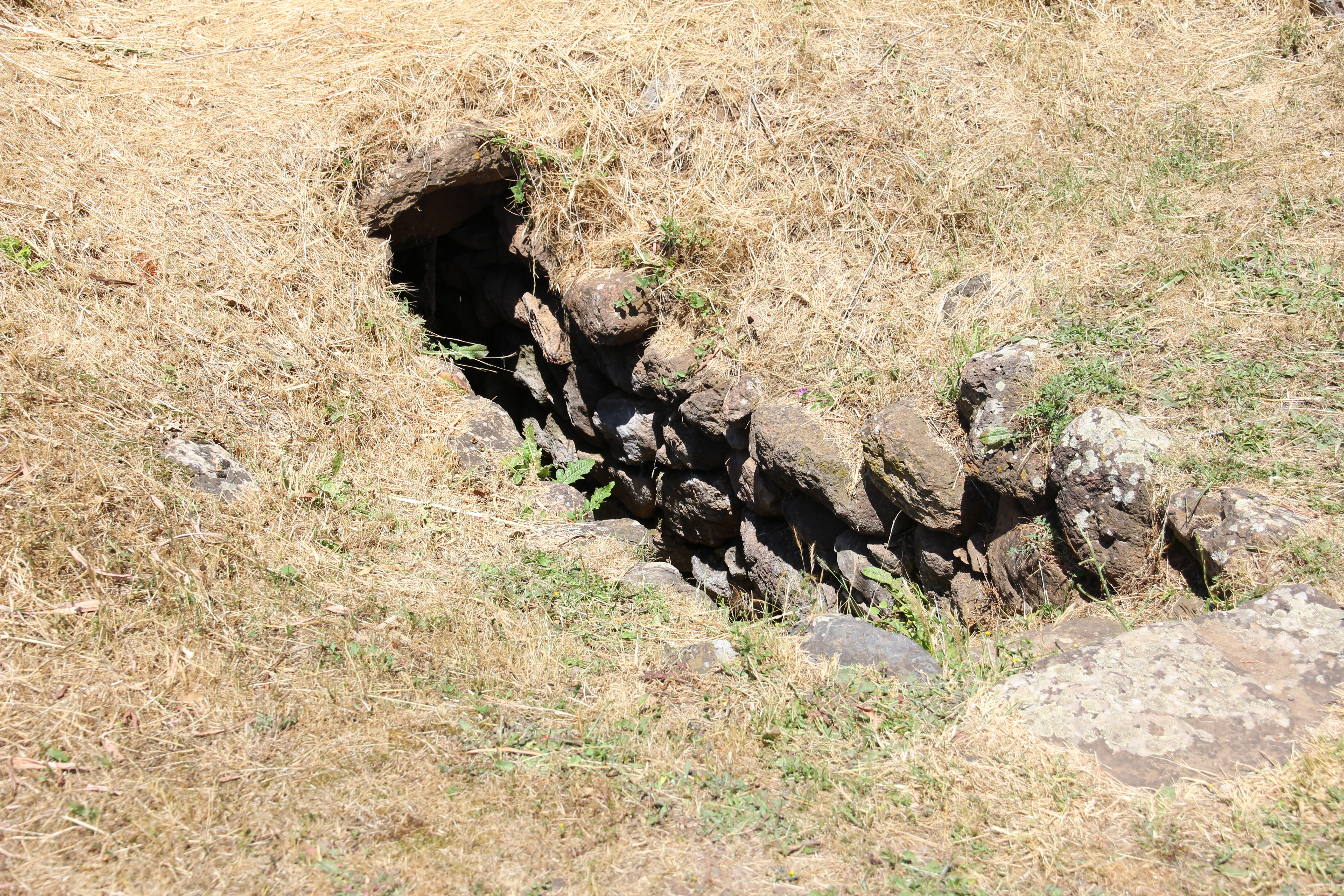
Brunnenheiligtum di Cherchizzu